# Bennettön

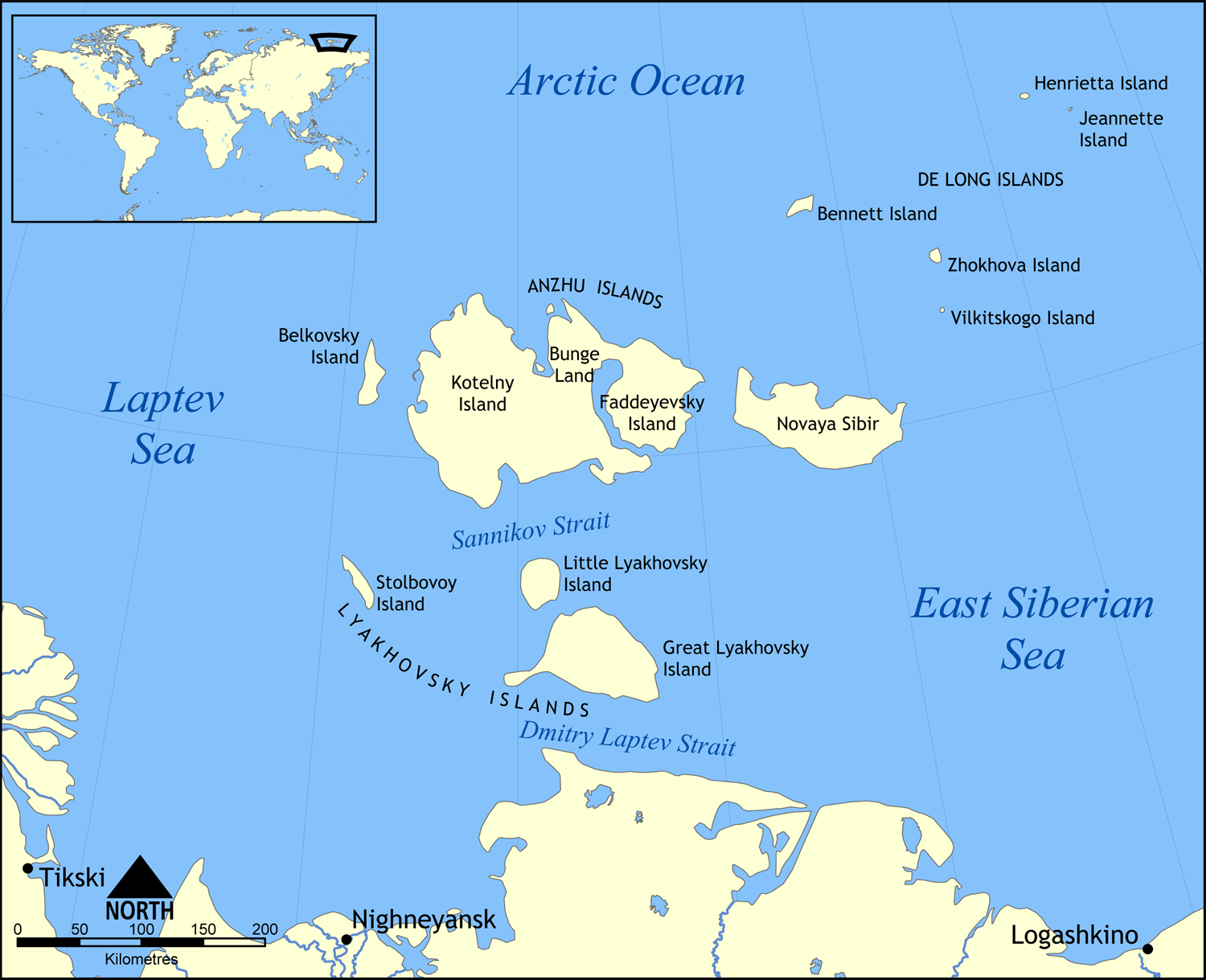
Områdeskarta

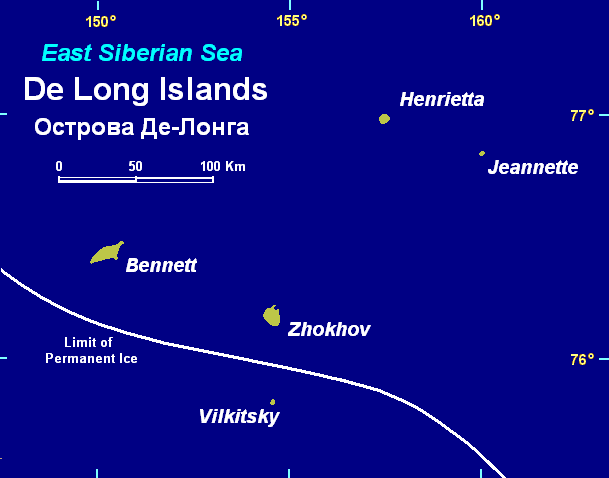
Lägeskarta

Bennettön (ryska Остров Беннетта Ostrov Bennetta) är huvudön i ögruppen De Longöarna i Norra ishavet och tillhör Ryssland.

## Geografi
Bennettön ligger ca 4 600 km nordöst om Moskva utanför Sibiriens nordöstra kust mellan Laptevhavet i väst och Östsibiriska havet i öst som den västligaste ön i ögruppen.
Den obebodda ön har en areal om cirka 150 km² . Den högsta höjden är Tollya på ca 426 m ö.h. .
Stora delar av ön är permanent istäckta av glaciärer.
Förvaltningsmässigt ingår området i den ryska delrepubliken "Sacha".

## Historia
Bennettön upptäcktes den 15 juli 1881 av en besättningsman på fartyget Jeanette under George Washington DeLongs forskningsexpedition åren 1879 till 1881 i området. Ön namngavs efter amerikanske tidningsmagnaten James Gordon Bennett den yngre, en av finansiärerna bakom expeditionen. .
Åren 1885 till 1886 och 1893 samt 1900-1902 genomförde balttyske upptäcktsresande Eduard Toll och Alexander Bunge  i rysk tjänst en forskningsresa till området.